# Ritmo mu

Muestra de un segundo de un registro de ondas alfa. Este ritmo es similar en frecuencias al mu, pero ocurre en áreas distintas del cerebro.

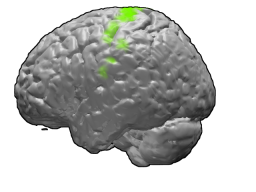
La corteza motora izquierda se muestra resaltada en verde en esta vista lateral del cerebro. Esta es el área en la que se detecta bilateralmente el ritmo mu.

El ritmo mu, también llamado alfa precentral o alfa rolándico, es la «expresión de la actividad eléctrica oscilante que se registra en las zonas motoras centrales del cerebro». Con respecto a las ondas alfa, es similar en frecuencia y amplitud, sin embargo, varía en cuestión de su topografía e importancia a nivel fisiológico. Se mide mediante una electroencefalografía (EEG) y comúnmente oscila entre los ocho y trece Hz.
Una persona suprime los patrones de este ritmo cuando realiza, observa o tiene la intención de realizar una acción motora. No obstante, no se suprime con el hecho de abrir los ojos. Esta supresión es llamada desincronización de la onda debido a que las formas de onda del EEG son producidas por un gran número de neuronas actuando en sincronía. Es por ello que algunos investigadores han sugerido una relación entre el sistema de neuronas especulares y la supresión del ritmo mu.
El estudio del ritmo mu es de interés para diversas áreas del conocimiento. Los científicos que estudian el desarrollo neural se interesan en los detalles del desarrollo del ritmo mu, la infancia y niñez y su rol en el aprendizaje. Por otro lado, un grupo de investigadores cree que los trastornos del espectro autista están fuertemente influenciados por una alteración en el sistema de neuronas especulares y que la supresión del ritmo mu es una indicación de la reducción de la actividad de la neurona especular. Además, este ritmo es considerado en la investigación y desarrollo de una interfaz cerebro-computadora.

## Historia
Según Niedermeyer (2005), diversos científicos sospecharon la existencia de un ritmo central especial desde 1930. Primeramente, Jasper y Andrews (1938) reconocieron una «prominente actividad precentral de frecuencia alfa» que se atenuaba con el movimiento. Concluyeron además que era diferente del ritmo alfa occipital. No obstante, las caracterísiticas del ritmo fueron descritas a profundidad por vez primera en la década de 1950 por Henri Gestaut y fueron denominadas «rhythm rolandique en arceau». Por otra parte, «las primeras evidencias neurológicas de la atenuación del ritmo mu» las aportaron Gastaut y Bert en 1954. Sus descubrimientos, de que el ritmo se atenúa con la realización y observación de movimientos, fueron confirmados posteriormente por otras investigaciones. Una de ellos fue un estudio que utilizó una malla de electrodos subdurales en nueve pacientes con epilepsia.

## Características

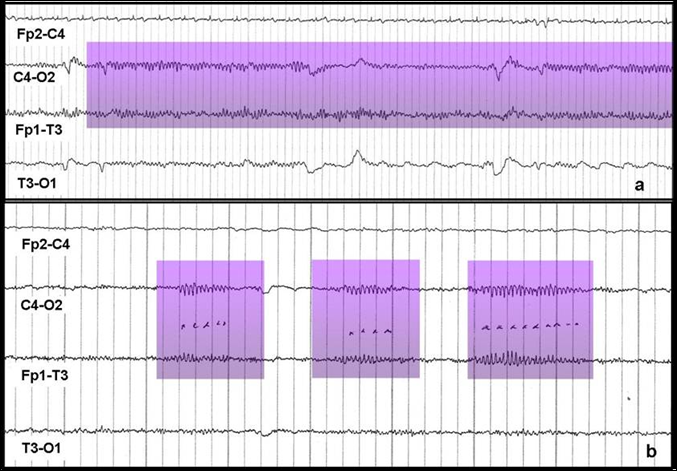
Ritmo mu. En la primera imagen se observa un ritmo continuo y en la segunda una descarga punta-onda.

El ritmo mu es un tipo de onda cerebral medida por medio de una electroencefalografía (EEG). En adultos en reposo y con ojos cerrados, además de predominar las ondas alfa y beta, se observa el ritmo mu que oscila entre los ocho y trece Hz. Predomina en la población joven y se limita a breves periodos de entre 0.5 y dos segundos. En personas en reposo, puede registrarse en la corteza sensoriomotora. En infantes, el ritmo mu es detectable desde los cuatro a seis meses de edad y alcanza una frecuencia algunas veces tan baja como 5.4 Hz. En un total de 2248 personas, Niedermeyer y Koshino (1975) encontraron una prevalencia de 8,1%. De ellas, considerando los grupos de edad, 9.0% tenían entre 0 y 10 años, 13,8% entre 11 y 20, 8,4% entre 21 y 40 y 4,5% más 41 años.
Aunque es similar en frecuencia a las ondas alfa, varían con respecto a su «morfología, distribución y reactividad». El ritmo mu se localiza en las áreas rolándicas, su ritmo es, en la mayoría de los casos, «unilateral y alternante» y no se modifica al abrir los ojos, pero sí al mover la extremidad contralateral. En este sentido, Kozelka y Pedley (1993) afirman que el ritmo se atenúa con «estímulo táctil o por medio de movimientos pasivos, voluntarios o reflejos». Incluso, agregan, se logra esta respuesta durante la planeación o preparación de los movimientos. El ritmo mu cae dentro de los parámetros normales. No obstante, se ha encontrado una mayor prevalencia dentro de la población con cefalea, trastornos psiquiátricos y otras condiciones. Por otra parte, se piensa que este ritmo puede ser un indicativo del desarrollo de la habilidad de imitar de un infante. Lo anterior cobra importancia debido a que esta habilidad juega un papel importante en el desarrollo de la motricidad, el uso de herramientas y la comprensión de información casual a través de la interacción social.

### Neuronas especulares y autismo
Las neuronas especulares fueron identificadas, mediante el registro unicelular, en la corteza ventral premotora y anterior parietal de macacos. Algunos estudios encontraron que estos grupos de neuronas se activan cuando los monos realizan y observan a alguien más realizar una tarea simple. Es decir, el ritmo mu y las neuronas espejo responden de forma similar a la realización, observación e imaginación de acciones. Altschuler et al. (1997) fueron los primeros en sugerir una relación entre el ritmo mu y las neuronas especulares. «Cuando ocurre la observación/comprensión, las ondas mu reflejan principalmente la modulación de las neuronas espejo». Por otro lado, se ha sugerido que «la capacidad de asociar la representación visual de una acción observada con la representación motora de esa acción puede conducir al aprendizaje imitativo».
Existe la teoría de que una disfunción en el ritmo mu podría estar relacionada con los trastornos del espectro autista. En personas con autismo, las neuronas espejo se activan (y por lo tanto se suprime el ritmo mu) únicamente cuando es el individuo quien realiza la acción y no cuando la observa. Estos hallazgos han llevado a algunos científicos a ver al autismo como una comprensión trastornada de las intenciones y objetivos de otros individuos debido a problemas del sistema de la neurona espejo. A esta idea se le denomina «hipótesis del espejo roto».